# Veena Bharti
Veena Bharti é uma política indiana de Bihar e membro da Assembleia Legislativa de Bihar. Bharti ganhou o eleitorado da Assembleia Triveniganj pela lista da Janata Dal (U) nas eleições para a Assembleia Legislativa de Bihar em 2020.